# 日渡城
日渡城（ひわたしじょう）は、熊本県山鹿市菊鹿町下内田日渡にあった日本の城（丘城）。築城年代は不明。江戸時代の柳川藩士・内田氏の系図では、豊後の戦国大名・大友氏の下に亡命した相良氏庶流・内田氏の肥後国での居城とされているが、『肥後国誌』あるいは『日本歴史地名大系』では隈部館または猿返城である永野城と混同されている。

## 概要
城跡は、木野川に挟まれた小規模な舌状台地の標高140メートル、日渡集落から50メートルの高さにある。城跡の小字城山には、矢場（やば）といわれる長さ25メートル・高さ5メートルの土塁や小規模な土塁があり、城山と堀切を挟んで「こじょう」と呼ばれる曲輪がある。城山北の八反畑が二ノ丸跡といわれ、土手の口という土塁がある。城跡周辺に大手や搦手の小字が残る。

## 歴史
享保8年（1723年）に編集された『柳河藩享保八年藩士系図』の、立花道雪や立花宗茂の重臣である内田鎮次（初め宗高）・内田鎮家の子孫にあたる内田氏の系図によると、同家は代々肥後国山鹿郡内田村の日渡城主であったが、文亀年間（1501年-1504年）に没落して大友氏の庇護を受けたとしている。
なお、同系図では日渡城は内田宗頼（左衛門太夫）以来の居城としているが、成立年不詳の『肥後国山北西安寺石堂碑文』では宗頼は初め山井氏を称したとし、内田氏一族の居城は山ノ井城・若宮城といわれ、日渡城については触れられていない。日渡城主の内田氏と、山ノ井城・若宮城主の内田氏との関係は不明。
『肥後国誌』では「隈部親永カ家人富田伊予守氏続永野城代に成」「里俗ハ日渡ノ城」というとあり、『肥後国誌』あるいは『日本歴史地名大系』で永野城と日渡城の混同が見られる。
また、天明8年（1788年）頃刊行の森本一瑞の著書『古城考』では｢里俗、下長野城と云｣とあり、当城の南東250メートルに位置する下永野城（下長野城）と混同されている。

## 伝承
『日本歴史地名大系』によると城内の井戸に落城の時に投げ込まれた金の茶釜が埋まっているという伝承があるとするが同書は日渡城と永野城の混同もあって真偽は定かではない。なお日渡城跡内に井戸の遺構自体は存在する。